# لارس فامیلیلارس
لارس فامیلیلارس (انگلیسی: Lares Familiares) خدایان خانگی نگهبان و خدایان سرپرست در دین در روم باستان هستند. تصور می‌شد که لارس‌ها بر همه چیزهایی که در حوزه نفوذ یا مکان آنها رخ می‌دهد تأثیر می‌گذارد. در خانواده‌های سنتی رومی که به خوبی سنت‌ها رعایت می‌شدند، به لارس فامیلیلارس یا لارها هر روز هدایایی و آذوقه داده می‌شد و در جشن‌های سالانه جشن گرفته می‌شد.